# Vuelta a Colombia 1997
La 47.ª edición de la Vuelta a Colombia (patrocinada como: Vuelta a Colombia Caja Agraria) tuvo lugar entre el 21 de abril y el 4 de mayo de 1997. El boyacense José Castelblanco del equipo Telecom Discado Directo Internacional-Kelme se coronó campeón con un tiempo de 50 h, 14 min y 34 s.

## Equipos participantes
| Equipo                                      | Categoría  |
| ------------------------------------------- | ---------- |
| Aguardiente Antioqueño-Lotería de Medellín  | Aficionado |
| Caprecom-Zapatos Kioo’s                     | Aficionado |
| Ciclistas de Jesucristo                     | Aficionado |
| Cicloases                                   | Aficionado |
| Gaseosas Glacial                            | Aficionado |
| Idea-SAM (Orgullo Paisa)                    | Aficionado |
| Kelme-Costa Blanca                          | Aficionado |
| Mixto Glacial A                             | Aficionado |
| Mixto Telecom-Oriente Antioqueño            | Aficionado |
| Petróleos de Colombia-Energía Pura          | Aficionado |
| San Andresitos de la 38-Cúcuta su Bono      | Aficionado |
| Telecom Discado Directo Internacional-Kelme | Aficionado |
| Todos por Boyacá-Lotería de Boyacá          | Aficionado |

## Etapas
| Etapa      | Fecha       | Recorrido                       | Distancia (km) | Ganador             | Líder             |
| ---------- | ----------- | ------------------------------- | -------------- | ------------------- | ----------------- |
| Prólogo    | 21 de abril | Bucaramanga                     | 7,6 (CRI)      | José Castelblanco   | José Castelblanco |
| 1.ª etapa  | 22 de abril | Bucaramanga - Barichara         | 148,7          | Héctor Iván Palacio | José Castelblanco |
| 2.ª etapa  | 23 de abril | Oiba - Duitama                  | 192,7          | Israel Ochoa        | Santiago Botero   |
| 3.ª etapa  | 24 de abril | Tunja - Zipaquirá               | 138,3          | Hernán Buenahora    | Hernán Buenahora  |
| 4.ª etapa  | 25 de abril | Funza - Ibagué                  | 196,2          | Juan Diego Ramírez  | Hernán Buenahora  |
| 5.ª etapa  | 26 de abril | Ibagué - Sevilla                | 185,9          | Elkin Barrera       | José Castelblanco |
| 6.ª etapa  | 27 de abril | Cali Circuito Panamericano      | 105            | Julio Bernal        | José Castelblanco |
| 7.ª etapa  | 28 de abril | Palmira - Pereira               | 200,4          | Freddy Moncada      | José Castelblanco |
| 8.ª etapa  | 29 de abril | Santa Rosa de Cabal - Manizales | 35,7 (CRI)     | José Castelblanco   | José Castelblanco |
| 9.ª etapa  | 30 de abril | Manizales - Itagüí              | 184            | Hernán Darío Muñoz  | José Castelblanco |
| 10.ª etapa | 1 de mayo   | Medellín - Alto de Santa Elena  | 91,2           | Julio César Rangel  | José Castelblanco |
| 11.ª etapa | 2 de mayo   | Ríonegro - Puerto Salgar        | 197            | José Daniel Bernal  | José Castelblanco |
| 12.ª etapa | 3 de mayo   | La Dorada - Fontibón            | 179,5          | Gregorio Ladino     | José Castelblanco |
| 13.ª etapa | 4 de mayo   | Circuito Bogotá                 | 100            | Leonardo Cardona    | José Castelblanco |

## Clasificaciones finales

### Clasificación general
Los diez primeros en la clasificación general final fueron:
| Clasificación general |                       |                                             |                  |
| Ciclista              | Ciclista              | Equipo                                      | Tiempo           |
| --------------------- | --------------------- | ------------------------------------------- | ---------------- |
| 1.º                   | José Castelblanco     | Telecom Discado Directo Internacional-Kelme | 50 h 14 min 34 s |
| 2.º                   | Jair Bernal           | Todos por Boyacá-Lotería de Boyacá          | + 1 min 59 s     |
| 3.º                   | Héctor Iván Palacio   | Telecom Discado Directo Internacional-Kelme | + 2 min 52 s     |
| 4.º                   | Juan Diego Ramírez    | Telecom Discado Directo Internacional-Kelme | + 3 min 03 s     |
| 5.º                   | Carlos Contreras      | Telecom Discado Directo Internacional-Kelme | + 3 min 17 s     |
| 6.º                   | Raúl Montaña          | Caprecom-Zapatos Kioo’s                     | + 5 min 16 s     |
| 7.º                   | Álvaro Sierra         | Todos por Boyacá-Lotería de Boyacá          | + 5 min 23 s     |
| 8.º                   | Julio César Aguirre   | Telecom Discado Directo Internacional-Kelme | + 5 min 35 s     |
| 9.º                   | Libardo Niño Corredor | Gaseosas Glacial                            | + 8 min 11 s     |
| 10.º                  | Álvaro Lozano         | San Andresitos de la 38-Cúcuta su Bono      | + 8 min 21 s     |

### Clasificación de la montaña
| Clasificación de la montaña |                     |                                             |        |
| Ciclista                    | Ciclista            | Equipo                                      | Puntos |
| --------------------------- | ------------------- | ------------------------------------------- | ------ |
| 1.º                         | Juan Diego Ramírez  | Telecom Discado Directo Internacional-Kelme | 96     |
| 2.º                         | Raúl Montaña        | Caprecom-Zapatos Kioo’s                     | 72     |
| 3.º                         | Héctor Iván Palacio | Telecom Discado Directo Internacional-Kelme | 68     |

### Clasificación de las metas volantes
| Clasificación de las metas volantes |                       |                                    |        |
| Ciclista                            | Ciclista              | Equipo                             | Puntos |
| ----------------------------------- | --------------------- | ---------------------------------- | ------ |
| 1.º                                 | Jairo Pérez           | Todos por Boyacá-Lotería de Boyacá | 41     |
| 2.º                                 | Uberlino Mesa         | Todos por Boyacá-Lotería de Boyacá | 30     |
| 3.º                                 | Libardo Niño Corredor | Gaseosas Glacial                   | 25     |

### Clasificación de la combinada
| Clasificación de la combinada |                       |                                             |        |
| Ciclista                      | Ciclista              | Equipo                                      | Puntos |
| ----------------------------- | --------------------- | ------------------------------------------- | ------ |
| 1.º                           | Raúl Montaña          | Caprecom-Zapatos Kioo’s                     | 15     |
| 2.º                           | Libardo Niño Corredor | Gaseosas Glacial                            | 27     |
| 3.º                           | Héctor Iván Palacio   | Telecom Discado Directo Internacional-Kelme | 49     |

### Clasificación de la regularidad
| Clasificación de la regularidad |                     |                                             |        |
| Ciclista                        | Ciclista            | Equipo                                      | Puntos |
| ------------------------------- | ------------------- | ------------------------------------------- | ------ |
| 1.º                             | Héctor Iván Palacio | Telecom Discado Directo Internacional-Kelme | 131    |
| 2.º                             | Raúl Montaña        | Caprecom-Zapatos Kioo’s                     | 117    |
| 3.º                             | Carlos Contreras    | Telecom Discado Directo Internacional-Kelme | 117    |

### Clasificación por equipos
| Clasificación por equipos |                                             |                   |
| Equipo                    | Equipo                                      | Tiempo            |
| ------------------------- | ------------------------------------------- | ----------------- |
| 1.º                       | Telecom Discado Directo Internacional-Kelme | 166 h 16 min 29 s |
| 2.º                       | Caprecom-Zapatos Kioo’s                     | + 10 min 11 s     |
| 3.º                       | Todos por Boyacá-Lotería de Boyacá          | + 12 min 40 s     |